# NGC 4947
NGC 4947 is een balkspiraalstelsel in het sterrenbeeld Centaur. Het hemelobject werd op 1 mei 1834 ontdekt door de Britse astronoom John Herschel.

## Synoniemen
- IC 3974
- ESO 382-5
- MCG -6-29-6
- AM 1302-350
- IRAS 13025-3504
- PGC 45269